# كونور برادلي
كونور برادلي (بالإنجليزية: Conor Bradley)‏ هو لاعب كرة قدم بريطاني، ولد في 9 يوليو 2003 في Castlederg ‏ في المملكة المتحدة.

## وصلات خارجية
- كونور برادلي على موقع الاتحاد الأوربي (الإنجليزية)
- كونور برادلي على موقع قاعدة بيانات كرة القدم.إي يو (الإنجليزية)
- كونور برادلي على موقع ليكيب (الفرنسية)
- كونور برادلي على موقع ناشيونال فوتبول تيمز (الإنجليزية)
- كونور برادلي على موقع Soccerbase.com (لاعب) (الإنجليزية)
- كونور برادلي على موقع Soccerway.com (الإنجليزية)
- كونور برادلي على موقع عالم كرة القدم.نت (الإنجليزية)
- كونور برادلي على موقع AS.com (الإسبانية)